# 인도실전갱이

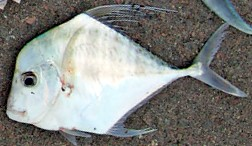

인도실전갱이(학명:Alectis indicus)는 전갱이목 전갱이과에 속하는 물고기이다. 몸의 길이는 1.65m에 몸의 무게가 26kg가 나가는 대형어류에 속한다.

## 특징과 먹이
인도실전갱이는 매우 아름다운 밝은색을 가진 어종으로서 영어권에선 (Indian threadfisg)인도 스레드피시라는 이름으로도 불리는 물고기이다. 눈과 입이 앞으로 쏠려 있으며 등지느러미는 2개가 아닌 1개이고 등지느러미가 뒤쪽으로 늘어져 있다. 제2등지느러미도 뒤쪽으로 늘어져 있으며 모든 지느러미는 투명하다. 또한 등지느러미에서 꼬리지느러미의 중간 부분이 되는 측면엔 푸른색의 옆줄이 나 있으며 가슴지느러미가 위로 솟아있고 등지느러미의 부근에도 푸른색의 반점이 나있다. 먹이로는 멸치, 청어, 꽁치, 정어리와 같은 작은물고기들과 오징어와 같은 두족류, 갑각류를 섭이하는 육식성어류이다.

## 서식지와 어획
인도실전갱이의 주요서식지는 인도양과 태평양이 있으며 그 중에서도 인도, 인도네시아, 오스트레일리아, 중국, 일본, 동남아시아, 마다가스카르, 동아프리카에 골고루 가장 많은 개체수가 분포하여 서식한다. 홍해에서도 서식을 하는 물고기이며 수심 10~100m의 산호초나 연안에 서식하는 표해수대의 어류이다. 인도실전갱이는 식용으로도 사용이 되는데 주로 회, 초밥, 매운탕으로 가장 많이 먹는다.

## 같이 보기
- 전갱이목
- 전갱이과